# دکتر هو (سری ۴)
چهارمین سری سریال علمی-تخیلی بریتانیایی دکتر هو در تاریخ ۲۵ دسامبر ۲۰۰۷ با قسمت ویژه کریسمس به نام سفر جهنمی شروع شد و با قسمت عادی شریک جرم ادامه یافت و با قسمت پایان سفر پایان یافت.